# Pòlip colorectal
Un pòlip colorectal és un pòlip (creixement carnós) que es produeix al revestiment del còlon o recte. Els pòlips colorectals no tractats poden convertir-se en càncer colorectal.
Els pòlips colorectals sovint es classifiquen segons el seu comportament (és a dir, benignes vs. malignes) o la seva causa (per exemple, com a conseqüència de la malaltia inflamatòria intestinal). Poden ser benignes (habitualment, per exemple: pòlip hiperplàstic), pre-malignes (per exemple, adenoma tubular) o malignes (per exemple, adenocarcinoma colorectal).

## Signes i símptomes
Els pòlips colorectals no solen estar associats amb símptomes. Quan es produeixen, els símptomes inclouen femta amb sang; canvis en la freqüència o consistència de les femtes (com ara una setmana o més de restrenyiment o diarrea); i fatiga derivades de la pèrdua de sang. L'anèmia derivada de la deficiència de ferro també es pot presentar a causa de la pèrdua de sang crònica, fins i tot en absència de femtes amb sang visible. Un altre símptoma pot ser un augment de la producció de moc, especialment aquells que impliquen adenomes vellosos.

## Tipus
Els pòlips colorectals es poden classificar de la següent manera:
- hiperplàstic,
- neoplàsic (adenomatosos i malignes),
- hamartomatós i,
- Inflamatori.

### Taula de comparació
| Tipus                     | Risc de contenir cèl·lules malignes | Histopatologia | Histopatologia | Imatge | Incidència |
| ------------------------- | ----------------------------------- | --- | --- | ------ | ---------- |
| Pòlip hiperplàstic        | 0%                                  | Sense displàsia. - Tipus ric en mucina: Aspecte serrat ("dent de serra"), que conté glàndules amb lluminària en forma d'estrella. Criptes allargades però rectes, estretes i hipercromàtiques a la base. Totes les criptes arriben a la muscularis mucosae. - Tipus ric en cèl·lules caliciformes: criptes allargades i grasses i poc o cap dentada. Plena de cèl·lules caliciformes, que s'estenen fins a la superfície, que habitualment tenen un aspecte de tuf. | Sense displàsia. - Tipus ric en mucina: Aspecte serrat ("dent de serra"), que conté glàndules amb lluminària en forma d'estrella. Criptes allargades però rectes, estretes i hipercromàtiques a la base. Totes les criptes arriben a la muscularis mucosae. - Tipus ric en cèl·lules caliciformes: criptes allargades i grasses i poc o cap dentada. Plena de cèl·lules caliciformes, que s'estenen fins a la superfície, que habitualment tenen un aspecte de tuf. |        | 35%        |
| Adenoma tubular           | 2% a 1,5 cm                         | Displàsia de grau baix a alt | Més del 75% del volum té aspecte tubular. |        | 45%        |
| Adenoma tubulovellós      | Del 20% al 25%                      | Displàsia de grau baix a alt | Aspecte vellós del 25 al 75% |        | 6%         |
| Adenoma vellós            | Del 15% al 40%                      | Displàsia de grau baix a alt | Més del 75% amb aspecte vellós |        | 1%         |
| Adenoma serrat sèssil     |                                     | - Dilatació basal de les criptes - Serrat de la cripta basal - Criptes que corren horitzontals a la membrana basal (criptes horitzontals) - Ramificació de la cripta. | - Dilatació basal de les criptes - Serrat de la cripta basal - Criptes que corren horitzontals a la membrana basal (criptes horitzontals) - Ramificació de la cripta. |        | 8%         |
| Adenocarcinoma colorectal | 100%                                | - En el carcinoma in situ: cèl·lules canceroses que envaeixen la làmina pròpia, i poden afectar però no penetrar la muscularis mucosae. Es pot classificar com a "displàsia d'alt grau", perquè el pronòstic i el tractament són essencialment els mateixos. - Adenocarcinoma invasiu: s'estén a través de la muscularis mucosae cap a la submucosa i més enllà. | - En el carcinoma in situ: cèl·lules canceroses que envaeixen la làmina pròpia, i poden afectar però no penetrar la muscularis mucosae. Es pot classificar com a "displàsia d'alt grau", perquè el pronòstic i el tractament són essencialment els mateixos. - Adenocarcinoma invasiu: s'estén a través de la muscularis mucosae cap a la submucosa i més enllà. |        | 2%         |